# آندریانوفکا
آندریانوفکا (به لاتین: Andrianovka) یک منطقهٔ مسکونی در روسیه است که در باشقیرستان واقع شده‌است.